# Episodi di Doraemon (serie animata 1979) (venticinquesima stagione)
Questa è la lista degli episodi della venticinquesima stagione dell'anime 1979 di Doraemon.

## Episodi
| Nº Ja | Nº It | Titolo italiano Giapponese 「Kanji」 - Rōmaji                                  | In onda           | In onda          |
| Nº Ja | Nº It | Titolo italiano Giapponese 「Kanji」 - Rōmaji                                  | Giapponese        | Italiano         |
| 1624  | 909   | Gli adesivi della rarità 「プレミアシール」 - Puremia shīru                    | 17 gennaio 2003   | 29 novembre 2010 |
| 1625  | 910   | La chiavetta molto più in fretta 「ねじ巻き旅行記」 - Neji maki ryokou ki      | 24 gennaio 2003   | 29 novembre 2010 |
| 1626  | 911   | Il diapason sdoppiatore 「のび太がいっぱい」 - Nobita ga ippai                 | 31 gennaio 2003   | 30 novembre 2010 |
| 1627  | 912   | Il distintivo da sceriffo 「保安カンバッジ」 - Hoan kan bajji                  | 7 febbraio 2003   | 30 novembre 2010 |
| 1628  | 913   | Gli occhiali per le emozioni 「いろいろメガネ」 - Iroiro megane                | 14 febbraio 2003  | 22 gennaio 2011  |
| 1629  | 914   | Vieni, unisciti a me! 「コノユビトマレ」 - Konoyubitomare                      | 28 febbraio 2003  | 22 gennaio 2011  |
| 1630  | 915   | Api-cupido 「縁むすビー」 - En musubī                                          | 14 marzo 2003     | 23 gennaio 2011  |
| 1631  | 916   | Il microfono cambia-intenzioni 「フキカエマイク」 - Fukikaemaiku               | 21 marzo 2003     | 23 gennaio 2011  |
| 1632  | 917   | Le etichette dello spavento 「コワッペン」 - Kowappen                          | 4 aprile 2003     | 3 dicembre 2010  |
| 1633  | 918   | La micro torcia 「ミクロフラッシュ」 - Mikuro furasshu                         | 11 aprile 2003    | 3 dicembre 2010  |
| 1634  | 919   | La borsa dei sentimenti 「のび太と牛若丸」 - Nobita to gyuu waka maru          | 18 aprile 2003    | 4 dicembre 2010  |
| 1635  | 920   | Lo spray boomerang 「ブーメランスプレー」 - Būmeran supurē                     | 25 aprile 2003    | 4 dicembre 2010  |
| 1636  | 921   | Il consigliere elettronico 「カウンセリングノート」 - Kaunseringu nōto         | 2 maggio 2003     | 5 dicembre 2010  |
| 1637  | 922   | Il raggio di luce salvavita 「生き物保護ライト」 - Ikimono hogo raito          | 9 maggio 2003     | 5 dicembre 2010  |
| 1638  | 923   | Il dischetto delle responsabilità 「おまかせディスク」 - Omakase disuku        | 16 maggio 2003    | 6 dicembre 2010  |
| 1639  | 924   | Lo specchio scambia-persona 「いれかえミラー」 - Irekae mirā                   | 23 maggio 2003    | 6 dicembre 2010  |
| 1640  | 925   | La mappa cambia-meteo 「お天気コーカン地図」 - O tenki kōkan chizu             | 30 maggio 2003    | 7 dicembre 2010  |
| 1641  | 926   | La squadra salva giocattoli 「おもちゃタウン」 - Omocha taun                   | 6 giugno 2003     | 7 dicembre 2010  |
| 1642  | 927   | Il cappello del comandante 「ヘッドハンチング」 - Heddo hanchingu              | 13 giugno 2003    | 8 dicembre 2010  |
| 1643  | 928   | Il pepe ridolino 「爆笑コショウ」 - Bakushou koshou                            | 20 giugno 2003    | 8 dicembre 2010  |
| 1644  | 929   | Il kit gonfiafoto 「ふうせんロボキット」 - Fuusen robokitto                    | 27 giugno 2003    | 9 dicembre 2010  |
| 1645  | 930   | Il tappeto volante 「ジュータンでGO」 - Jū tan de GO                           | 4 luglio 2003     | 9 dicembre 2010  |
| 1646  | 931   | Il succhiapeso 「重さ吸いとりスポイト」 - Omo sa sui tori supoito              | 11 luglio 2003    | 10 dicembre 2010 |
| 1647  | 932   | L'ascensore della quarta dimensione 「四次元エレベーター」 - Yon jigen erebētā | 18 luglio 2003    | 10 dicembre 2010 |
| 1648  | 933   | Le forbici taglia spazio 「海を切りとろう」 - Umi o kiritoro u                 | 25 luglio 2003    | 1º febbraio 2011 |
| 1649  | 934   | L'erba serena 「爆睡ハーブ」 - Hābu                                            | 1º agosto 2003    | 1º febbraio 2011 |
| 1650  | 935   | Il bastoncino fulmine 「かみなりステッキ」 - Kaminari sutekki                  | 8 agosto 2003     | 12 dicembre 2010 |
| 1651  | 936   | Il timbra-cellulare di famiglia 「ケータイ家族」 - Kētai kazoku                | 15 agosto 2003    | 12 dicembre 2010 |
| 1652  | 937   | La videocamera scava memoria 「記憶掘りだしビデオ」 - Kioku hori dashi bideo   | 22 agosto 2003    | 24 maggio 2012   |
| 1653  | 938   | La pesca nuvole 「雲つりざお」 - Kumo tsuri zao                                | 5 settembre 2003  | 24 maggio 2012   |
| 1654  | 939   | L'ombra del samurai 「かげムシャ」 - Kage musha                                | 12 settembre 2003 | 25 maggio 2012   |
| 1655  | 940   | La carta assimilante 「取りこみペーパー」 - Torikomi pēpā                      | 19 settembre 2003 | 25 maggio 2012   |
| 1656  | 941   | La cannuccia soffia-fantasmi 「ゆうれいストロー」 - Yuu rei sutorō             | 10 ottobre 2003   | 28 maggio 2012   |
| 1657  | 942   | Il copia-marionetta 「マネオネット」 - Maneonetto                              | 17 ottobre 2003   | 28 maggio 2012   |
| 1658  | 943   | L'attira-tutto 「吸いよせ磁石」 - Sui yose jishaku                             | 24 ottobre 2003   | 29 maggio 2012   |
| 1659  | 944   | Lo spray floreale 「ドラミにおまかせ」 - Dorami ni omakase                     | 31 ottobre 2003   | 29 maggio 2012   |
| 1660  | 945   | Il bastone anti-infortuni 「ころばぬ先の杖」 - Koroba nu saki no tsue          | 7 novembre 2003   | 30 maggio 2012   |
| 1661  | 946   | Il cerotto delle promesse 「公約コーヤク」 - Kouyaku kōyaku                    | 14 novembre 2003  | 30 maggio 2012   |
| 1662  | 947   | La piramide portatile 「ポータブル ピラミッド」 - Pōtaburu piramiddo           | 21 novembre 2003  | 31 maggio 2012   |
| 1663  | 948   | Il cuore delle emozioni 「物知～る」 - Butsu chi ru                            | 28 novembre 2003  | 31 maggio 2012   |
| 1664  | 949   | La campanella ritorna-amicizia 「ナカナオリン」 - Nakanaorin                   | 5 dicembre 2003   | 1º giugno 2012   |
| 1665  | 950   | La tuta regola temperatura 「ミニドラはカゼの素」 - Minidora ha kaze no moto   | 12 dicembre 2003  | 1º giugno 2012   |

## Speciali
| Nº   | Giapponese 「Kanji」 - Rōmaji - Traduzione letterale                                                                            | In onda        | In onda  |
| Nº   | Giapponese 「Kanji」 - Rōmaji - Traduzione letterale                                                                            | Giapponese     | Italiano |
| S101 | 「ドラミちゃん登場！ のび太の海底大冒険」 - Dorami-chan tōjō! Nobita no kaitei dai bōken – "L'avventura sottomarina di Nobita!" | 5 aprile 2003  | inedito  |
| S102 | 「わがまま時計」 - Wagamama tokei – "L'orologio egoistico"                                                                      | 29 agosto 2003 | inedito  |
| S103 | 「ツアーロボット」 - Tsuārobotto – "Il robot turistico"                                                                         | 4 ottobre 2003 | inedito  |